# 사바에역
사바에역(일본어: 鯖江駅, さばええき)은 일본 후쿠이현 사바에시에 있는 해피라인 후쿠이의 철도역으로, 서일본 여객철도의 호쿠리쿠 본선 시절에는 특급 선더버드와 시라사기가 정차한다.

## 역 구조
단식 1면 1선·섬식 1면 2선 구조 (총 2면 3선)의 지상역이다. 승강장은 12량 편성까지 수용할 수 있다. 1번선은 서쪽 출구와 바로 연결되는 단식 승강장이며, 2·3번 승강장과는 구름다리로 이어져 있다. 2번선은 주로 보통 열차들이 특급 열차를 대피하기 위해 사용한다.
후쿠이 지역 철도부가 관리하는 직영역이다.
2000년 들어, 역 구내 열차 접근 멜로디의 필요성이 강조되어, 총 8개의 마림바 연주곡을 접근 멜로디로 사용하기로 했다.
미키 마우스 행진곡, 산보, 이웃의 토토로, 선로는 계속되요 어디까지나, 아메리칸 패트롤, 티코 티코, 칸노 등이 있었으나,
현재 사용되는 곡은 미키 마우스 행진곡(1번 선), 이웃의 토토로(2, 3번선) 뿐이다.

### 승강장
| 1 | ■ 해피라인 후쿠이선 | 하행 | 후쿠이 · 가나자와 방면 |                             |
| 2 | ■ 해피라인 후쿠이선 | 하행 | 후쿠이 · 가나자와 방면 | 특급을 대피하는 열차가 이용 |
| 2 | ■ 해피라인 후쿠이선 | 상행 | 쓰루가 · 마이바라 방면 | 특급을 대피하는 열차가 이용 |
| 3 | ■ 해피라인 후쿠이선 | 상행 | 쓰루가 · 마이바라 방면 |                             |

## 역세권 정보
- 선 돔 후쿠이

## 역사
- 1896년 7월 15일 - 관설철도 (뒷날의 일본국유철도) 호쿠리쿠 본선 쓰루가역 ~ 후쿠이역 구간의 개통과 동시에 개업.
- 1926년 2월 1일 - 세이호 전기 철도선 (뒷날의 후쿠이 철도 세이호 선)이 개업하여 환승역이 되었다.
- 1962년 1월 25일 - 후쿠이 철도 세이호 선이 폐지되었다.
- 1987년 4월 1일 - 민영화에 따라 서일본 여객철도의 소속이 되었다.
- 2024년 3월 16일: 호쿠리쿠 신칸센 가나자와역 ~ 쓰루가역 연장 개통에 따라, 해피라인 후쿠이로 이관됨.

## 인접역
| 해피라인 후쿠이 ■ 해피라인 후쿠이선 | 해피라인 후쿠이 ■ 해피라인 후쿠이선 | 해피라인 후쿠이 ■ 해피라인 후쿠이선 |
| ----------------------------------- | ----------------------------------- | ----------------------------------- |
| 다케후 쓰루가 방면                  | 보통                                | 기타사바에 다이쇼지 방면            |